# Navadna medenika
Navadna medenika (znanstveno ime Melittis melissophyllum) je zelnata rastlina iz družine ustnatic, ki je razširjena tudi v Sloveniji. Rodovno ime »Melittis« izvira iz grške besede Mellita ali Melissa, kar pomeni čebela, vrstno ime »melissophyllum« pa pomeni »z listi podobnimi melisi«. Listi so namreč na pogled podobni listom melise, vendar pa nimajo značilnega vonja po citrusih in so nekoliko večji.

## Opis
Navadna medenika zraste od 20 do 50 cm visoko, izjemoma do 60 cm in cveti od maja do avgusta. Cvetovi so bele, rožnate ali rdečkaste barve, pogosto pa so tudi lisasti in imajo na spodnjem venčnem listu škrlatno liso. Oprašujejo jih predvsem čebele in metulji. Listi so grobo nazobčani in prekriti z dlačicami, jajčaste oblike in pri dnu zaokroženi. Dolgi so od 5 do 8 cm. Peclji so odlakani. Listi so na steblo nameščeni nasprotno v parih. Semena kalijo le v temi. Steblo je štrlečedlakavo in praviloma nerazvejano.

### Podvrste[1]
- Melittis melissophyllum subsp. albida (Guss.) P.W.Ball - vzhodno Sredozemlje od Sardinije do Turčije
- Melittis melissophyllum subsp. carpatica (Klokov) P.W.Ball - vzhodna Evropa od Avstrije do Baltika
- Melittis melissophyllum subsp. melissophyllum - zahodna Evropa od Velike Britanije do Španije in Italije

## Uporabnost
Navadna medenika najbolje uspeva na toplih legah na apnenčasti podlagi in je v Sloveniji splošno razširjena do nadmorske višine okoli 1400 metrov. V ljudskem zdravilstvu se pripravki navadne medenike uporabljajo za čiščenje krvi, kot odvajalo in kot pomirjevalo.